# إيفيت دي أنتريمونت
إيفيت دي أنتريمونت المعروفة ايضاً بأسم سيباب، متحدثة عامة ومدونة للعلوم والكيميائية التحليلية السابقة. لديها خلفية في الطب الشرعي و الدُمى. مدونة لها سفيب، مكرسة «لمسح خفض التسلل عن العلم والغذاء والتغذية». كما أنها تعمل على البقايا البالغة في الطب البديل، وحركة مكافحة التطعيم و جي أم أو(الكائنات الحية المعدلة) الحركة.

## السيرة الشخصية
ولدت دي انتريمونت في نيوبوريبورت، ماساتشوستس  ونشأت في نيوهامبشير.تعيش حاليا في أوكلاند. وهي حاصلة على درجة البكالوريوس في المسرح والكيمياء ودرجة الماجستير في علوم الطب الشرعي.تخرجت من كلية ايمانويل، حيث تم تكريمها بامتياز مع مرتبة الشرف والتميز في مجالها.
عندما بدأت دي انتريمونت تعاني مما وصفته بأنه«اسوأ صداع في حياتي»، والذي استمر لمدة ثمانية أشهر قبل الراحة، جربت العديد من العلاجات وحاولت اتباع انظمة غذائية مختلفة، سواء كانت نباتية أو عضوية بالكامل. لم يساعدها أي من هذه الاشياء وفي النهاية حصلت على التشخيص الصحيح (متلازمة إهلرز دانلوس) والعلاجات الطبية المناسبة لحالتها تعاني دي انتريمونت أيضا من مرض الاضطرابات الهضمية، وهو اضطراب في المناعة الذاتية مرتبط باستهلاك الغلوتين. تستشهد بهذه التجارب على أنها دافعها لأن تصبح مدوناً وفضح خرافات النظام الغذائي.

## أعمال دي انتريمونت
ولدت دي انتريمونت في نيوبوريبورت، ماساتشوستس ونشأت في نيوهامبشير.تعيش حاليا في أوكلاند.حاصلة على درجة البكالوريوس في المسرح والكيمياء ودرجة الماجستير في علوم الطب الشرعي.تخرجت من كلية ايمانويل، حيث تم تكريمها بامتياز مع مرتبة الشرف والتميز في مجالها.
عمدما بدأت دي انتريمونت تعاني مما وصفته بأنه«اسوأ صداع في حياتي»، والذي استمر لمدة ثمانية أشهر قبل الراحة، جربت العديد من العلاجات وحاولت اتباع انظمة غذائية مختلفة، سواء كانت نباتية أو عضوية بالكامل. لم يساعدها أي من هذه الاشياء وفي النهاية حصلت على التشخيص الصحيح (متلازمة إهلرز دانلوس) والعلاجات الطبية المناسبة لحالتها. تعاني دي انتريمونت أيضا من مرض الاضطرابات الهضمية، وهو اضطراب في المناعة الذاتية مرتبط باستهلاك الغلوتين. تستشهد بهذه التجارب على أنها دافعها لأن تصبح مدوناً وفضح خرافات النظام الغذائي.
عملت دي انتريمونت في نظام التكنولوجيا العالمية (مقاول دي أش) ومختبرات كولاوي وشركة إمفاك الكيميائية وتلي الكيمياء التحليلية، وكانت استاذا مساعدا في كلية ايمانويل.
بدأت دي انتريمونت التدوين في عام 2014. وهي تعتقد أن استخدام «الفكاهة اللاذعة» هو أداة مهمه لتوصيل العلوم وقد تأثر بأسلوب عرض بن وتيلر بوليشت. بدأت في الحصول على اعتراف أوسع في أبريل 2015، عندمت انتشر مقالها غويكر عن فاني هاري مدون ذا فود بيب مليء بالقرف.
منذ أن ادعت عالمة أخرى، ديبي بيريبيشيز، أن «سينس بيب»، تم اختصار الاسم إلى «سايبيب».ردا على الانتقادات المتعلقة بكلمة فتتنة في لقبها، قالت دي انتريمونت إن الامر يتعلق بمساعدة العلم على أن يبدو «مرتبطا ومثيرا».
صرح مراقبو العلوم ذوو الخبرة أن الكتاب مثل دي انتريمونت يلعبون دورا مهما في تثقيف الجمهور بالمعلومات العلمية الجذابة والتي يمكن الوصول اليها.اشادت باميلا رونالد، عالمة الاحياء بجامعة كاليفورنيا، ديفيس ، بروح الدعابة لدى دي انتريمونت.
وقد قامت دي انتريمونت بتحسينات«سلعة» من العلاجات المثلية من أجل إثبات عدم فعاليتها أو الإعلان الخاطئ والوضع العلمي. في حدث واحد، شربت ستة زجاجات من العلاجات المثلية الباردة التي تباع «كف الإغاثة الإسكان» من سلاسل صيدلية سي في أس، والتي لم يكن لها أي تأثير الا مما ادى الي أن تكون لها علمها مع محتوى الكحول في الدم فوق أعلى الحد القانوني للقيادة، حيث كان المنتج يحتوي فقط 20% الكحول والمياه. في مظاهرة أخرى، انشأت فيديو يوتيوب الذي أخذت فيه 50«حبوب النوم المثلية في المنزل» في وقت واحد، دون تأثير.
تعمل حاليا ككاتبة مساهمة في آوت لاين وكاتبة عمود في مجلة ذاتية.
شاركت دينتريمونت أيضا في استضافة اليس فون تدوين صوتي لفتاتين ميكرفون واحد: التدوين الصوتي، والذي يتميز بتعليقات فكاهية حول المواد الاباحية. بعد 3 حلقات تم إدراجه في أفضل 20 تدوين صوتي كوميدي على آي توينز.
تعاون سبيلندا
في اواخر عام 2017، بدأت دينتريمونت العمل كمتحدث رسمي مدفوع الاجر ل يسلبيندا.منذ قوبل عرفهم، تم نشر سلسلة من مقالات مدونتها التي تدافع عن التحلية على موقع سبليندا الرسمي. هذه جزء من حملة العلامة التجارية «فضح القمامة»(أي تصحيح المفاهيم الخاطئة المتصورة حول سبليندا).
مشاركات الخطابة العامة
دليل ساينس بيب لاكتشاف البكالوريوس في المؤتمر الأمريكي للملحدين، ممفيس، تينيسي، 5 أبريل 2015.
اكتشاف البكالوريوس وسقوط باب الطعام أي كي أي تغذية لدماغك في مركز الاستفسار ، لوس انجلوس 19/4 /2015. قبل أربعة أيام من هذا العرض التقديمي، ظهرت دينتريمونت على الصفحة لوس انجلوس لأول مره.
عمل الوجود جيورا في اتفاقية الملحدين الامريكيين 19 تشارلستون، ساوث كارولينا، تم تقديمها أيضا أغسطس 2017 في لوس انجلوس فبراير 2018.
دليل سايبيب للبقاء على قيد الحياة في الاخبار المزيفة في مؤتمر الملحدين الامريكيين مدينة اوكلاهوما (31-1 أبريل 2018) تم تقديمها أيضا لمجتمع سان خوسيه الملحد في 21/3/2018 وإلى مؤتمر امن تكنولوجيا المعلومات، الاجراءات المضادة، في اوتاوا (1-2نوفمبر، 2018).

## مشاركات الخطابة العامة
دليل ساينس بيب لاكتشاف البكالوريوس في المؤتمر الأمريكي للملحدين، ممفيس، تينيسي، 5 أبريل 2015.
اكتشاف البكالوريوس وسقوط باب الطعام أي كي أي تغذية لدماغك في مركز الاستفسار ، لوس انجلوس 19/4 /2015. قبل أربعة أيام من هذا العرض التقديمي، ظهرت دينتريمونت على الصفحة لوس انجلوس لأول مره.
عمل الوجود جيورا في اتفاقية الملحدين الامريكيين 19 تشارلستون، ساوث كارولينا، تم تقديمها أيضا أغسطس 2017 في لوس انجلوس فبراير 2018.
دليل سايبيب للبقاء على قيد الحياة في الاخبار المزيفة  في مؤتمر الملحدين الامريكيين مدينة اوكلاهوما (31-1 أبريل 2018) تم تقديمها أيضا لمجتمع سان خوسيه الملحد في 21/3/2018 وإلى مؤتمر امن تكنولوجيا المعلومات، الاجراءات المضادة، في اوتاوا (1-2نوفمبر، 2018).